# Fakulta elektrotechniky a informatiky Univerzity Pardubice
Fakulta elektrotechniky a informatiky (FEI) je nejmladší ze sedmi fakult Univerzity Pardubice.
V roce 2024 poskytla vzdělání 708 aktivním studentům v bakalářských (Bc.), navazujících magisterských (Ing.) a doktorských (Ph.D.) studijních programech.

## Historie
Studijní program a obor Informační technologie byl na Univerzitě Pardubice akreditován v roce 2001. Pro zabezpečení výuky vznikl v roce 2002 Ústav informatiky Univerzity Pardubice. Ústav se v roce 2003 rozšířil o druhý bakalářský studijní program Elektrotechnika a informatika s oborem Komunikační a mikroprocesorová technika a díky zavedení nového programu došlo také k přejmenování Ústavu informatiky na Ústav elektrotechniky a informatiky. V roce 2007 byly akreditovány navazující magisterské studijní programy Elektrotechnika a informatika se studijním oborem Komunikační a řídicí technologie a Informační technologie se studijním oborem Informační technologie. V závěru téhož roku bylo schváleno rozšíření akreditace bakalářského studijního programu Informační technologie o další studijní obor Řízení procesů a v lednu 2008 vzniká nová fakulta Univerzity Pardubice, a to Fakulta elektrotechniky a informatiky. V únoru 2009 byl Fakultě elektrotechniky a informatiky akreditován první doktorský studijní program Elektrotechnika a informatika s oborem Informační, komunikační a řídící technologie. Svého navazujícího magisterského oboru se roku 2011 dočkal také obor Řízení procesů.

## Studijní programy
Studijní programy zaměřené na elektrotechniku připravují vysokoškolsky vzdělané odborníky s uplatněním v elektrotechnickém
průmyslu, ale i v dalších odvětvích se zaměřením na komunikační systémy a na aplikaci mikroprocesorů a počítačů při řízení, ovládání nebo v diagnostice elektronických systémů a zařízení.
Studijní programy zaměřené na informační technologie jsou určeny pro přípravu odborníků schopných navrhovat a projektovat,
realizovat a provozovat informační systémy a jejich moduly. Důraz je kladen na oblast informačních technologií z hlediska metod zpracování informací, programovacích jazyků, výstavby a správy databází, aplikací systémové analýzy, správy a obsluhy počítačových sítí. Obor Řízení procesů připravuje absolventy pro uplatnění v nejrůznějších odvětvích průmyslu v oblasti měření a automatického
řízení.

### Tříleté prezenční bakalářské studijní programy
- Informační technologie
- Automatizace
- Komunikační technika
- Aplikovaná elektrotechnika
- Webové technologie

### Dvouleté prezenční navazující magisterské studijní programy
- Informační technologie
- Automatické řízení
- Komunikační a radarové systémy

### Doktorský studijní program
- Elektrotechnika a informatika

Forma výuky v doktorském studijním programu je prezenční i kombinovaná. Výuka může probíhat v jazyce českém i anglickém.